# Bryum resectum
Bryum resectum là một loài rêu trong họ Bryaceae. Loài này được Haller ex Brid. mô tả khoa học đầu tiên năm 1803.